# Дод Додлей
Дод Додлей (англ. Dudd (Dud) Dudley) (також Дод Дудлей, Дод (Дад) Дадлі) (1599 — 25 жовтня 1684, Вустер) — англійський металург і промисловець, першим використав кам'яне вугілля як паливо для доменної печі. Автор книжки «Metallum Martis» (1665), в якій описав свій досвід використання кам'яного вугілля у доменній плавці, але секретів своєї технології в ній не розкрив.
Десятиліттями кам'яне вугілля використовувалося у доменній плавці лише на його доменних печах, інші заводчики вважали використання вугілля цілком неможливим. Деякі англійські історики приписують йому винаходження коксу і використання його у доменній плавці. Але це лише припущення, скоріш за все використання коксу було розпочато лише у XVIII столітті.

## Біографія
Народився Дод Додлей в Англії 1599 року (за іншими даними — ймовірно навесні 1600 року). Він був незаконнонародженим сином Едварда Саттона, барона Дадлі 5-го (англ. Edward Sutton, 5th Baron Dudley) і його коханки Елізабет Томлінсон. Батько Дода був досить багатим дворянином-землевласником, центром його володінь було містечко Дадлі, де була розташована його резиденція — великий замок Дадлі-кастл (англ. Dudley Castle). Барон Едвард Дадлі володів також трьома заводами в Пенснетському лісі в Вустерширі — доменним і двома ковальськими. Мати Дода — Елізабет Томлінсон, — була донькою вугляра (працівника деревновугільного промислу) на ім'я Вільям Томлінсон. Дод був четвертим сином з одинадцяти незаконнонародженних дітей лорда Додлея і його коханки Елізабет. Лорд доволі добре ставився до своїх незаконнонароджених дітей. Дитинство Дода Додлея пройшло у одному з маєтків його батька — Хімлі-Хол (англ. Himley Hall) біля села Хімлі, що неподалік від міста Дадлі і замку Дадлі-кастл. Коли Дод досяг юнацького віку, батько відправив його на навчання у Бейліол-коледж у Оксфорді, а 1619 року забрав Дода з коледжу для того, щоб Дод управляв трьома його заводами у Пенснетському лісі.
У XVII столітті чорна металургія Англії, як і всього іншого світу, працювала на деревному вугіллі, на випал якого йшла велика кількість деревини. Зростання виробництва заліза призводило до швидкого знищення лісів та зростання цін на деревне вугілля, а також створювало побоювання щодо вирубки лісів і нестачі в майбутньому палива (деревного вугілля) для металургії (що врешті-решт таки дійсно сталося в Англії у XVIII столітті). Лорд Додлей вирішив спробувати використання кам'яного вугілля на своїх металургійних заводах у Пенснетському лісі. Біля його заводу були значні поклади кам'яного вугілля. Спроби використання кам'яного вугілля для переплавки залізних руд робилися ще до Додлея, однак спроби інших металургів виявилися невдалими. Лорд Додлей розпочав свої експерименти у травні 1618 року і вони виявилися вдалими. Додлей взяв дозвіл на використання патенту у такого собі Джона Ровенсона, утримувача патенту, який однак не зміг організувати виробництво на кам'яному вугіллі. Саме в цей час лорд Додлей відізвав свого сина Дода з коледжу для роботи на заводі.
Дод Додлей, за його власними переказами, на доменній печі у Пенснетському лісі у Вустерширі після переходу на кам'яне вугілля отримав чавун доброї якості при продуктивності печі 3т на тиждень. За переказами самого Дода Додлея він не просто перейшов на використання кам'яного вугілля у доменному процесі, але й зробив певні конструктивні зміни в своїй доменній печі (які саме точно не відомо). Дод написав своєму батькові у Лондон, де той тоді перебував, щоб він взяв патент на новий спосіб виробництва чавуну. 22 лютого 1621(22) року лорд Едвард Додлей отримав новий патент на своє власне ім'я від короля Якова І на виробництво чавуну з застосуванням кам'яного вугілля строком на 14 років. Брав вугілля з покладів, розташованих неподалік від його заводу.
1623 року під час травневої повені його доменна піч була зруйнована, як і металургійні мануфактури інших місцевих власників. На цій доменній печі справи йшли доволі непогано, що викликало незадоволення його конкурентів. Вони розповсюджували чутки про погану якість металу Додлея і навіть скаржилися про це королю. Король наказав надіслати зразки металу у Лондон для перевірки, яка, втім, показала добру якість металу. Додлей й надалі виробляв щорічно велику кількість чавуну, продаючи його по 12 фунтів за тону. Однак, через переслідування конкурентів, Додлею довелося перенести своє виробництво в інше місце.
Він збудував нову доменну піч біля села Хімлі у Стаффордширі. Однак, не маючи тут кузні, Дод був вимушений продавати свій метал іншим заводчикам, які розповсюджували чутки про погану якість його металу. Врешті-решт йому довелося здати свою піч в оренду іншому заводчику, який використовував деревне вугілля, а самому перебратися на інше місце.
12 жовтня 1826 року Дод Додлей одружився з Еліонорою Хітон. Родичі його дружини також були заводчиками.
1626 Дод Додлей збудував доменну піч у Аскью-Брідж (англ. Hasco Bridge, тепер Askew Bridge) біля парафії Седжлі у графстві Стаффордшир (тепер у графстві Західний Мідленд). На цій печі Додлей встановив великі міхи, більші за звичайні, чим зміг збільшити кількість дуття, що подається в піч. Тут він виробляв 7 т чавуну на тиждень, що було рекордом. Все це викликало незадоволення його конкурентів, які зруйнували піч, а міхи побатували на шмаття. Через припинення роботи заводу Додлей не зміг вчасно виконати свої фінансові зобов'язання перед кредиторами і за борг у кілька тисяч фунтів був посаджений до в'язниці у Лондоні.
2 травня 1638 року Додлей разом з трьома компаньйонами, незважаючи на сильний опір супротивників, отримали все ж таки від короля Карла І патент строком на 21 рік на виробництво чавуну та переробку металу в ливарні вироби і бабковий чавун на кам'яному вугіллі і торфі, а також переробки всіх видів металів.
Під час повстання у Шотландії, Додлей перебував в армії Карла І. Під час Громадянської війни в Англії був на боці монархії. 1643 року король призначив його військовим інженером і зобов'язав постачати чавунні гармати у королівську армію. 1648 року взяв новий патент, однак як монархіст був взятий у полон військами Кромвеля і засуджений до смертної кари. Додлею пощастило і йому вдалося втекти з в'язниці двічі — спочатку у Вустері, а після того, як його спіймали вдруге і відправили у Лондон
Втік до Бристоля і там переховувався під вигаданим ім'ям. 1651 року ще з двома з міста Бристоля почав будувати доменну піч біля міста. Але через те, що він належав до монархістів, з ним повелися погано.
Кромвель почав запроваджувати заводи в лісі Форест-оф-Дін, які мали працювати на кам'яному вугіллі. Він видав патент такому собі Джеремії Баку з Хемптон Роуду. Додлей був запрошений туди для консультацій. Після Реставрації прохав Карла ІІ у 1660 році повернути йому патент, однак отримав відмову і припинив пошуки і дослідження з використання кам'яного вугілля у доменній плавці.
Понад 30 років Дод Додлей досліджував використання кам'яного вугілля у доменній плавці. Своєму багаторічному досвідові використання кам'яного вугілля у доменній плавці він присвятив книжку «Metallum Martis», яка вийшла друком 1665 року.
Деякі англійські історики приписують Доду Додлею винаходження коксу і використання його у доменній плавці. Але це лише здогадка. Першим, хто використав кокс у доменній плавці, скоріше за все був Абрахам Дербі І.
Про останні десятиліття життя Дода Додлея мало що відомо. За одними даними, він не мав дітей, за іншими даними, він одружився вдруге вже у похилому віці й мав сина.

## Mettalum Martis
Додлей обережно уникає розкриття свого методу ведення плавки на кам'яному вугіллі. Дехто вважає його книжку своєрідним рекламним проспектом, адресованим до потенційних інвесторів у його метод. Книжка є дещо автобіографічною, багато подробиць з життя Дода Додлея відомі саме з його книжки.